# Коро, Фернан
Ноэль Мари Фернан Коро (фр. Noël Marie Fernand Corot; 1859, Эзре, департамент Кот-д’Ор — 1911, Нёйи-сюр-Сен) — французский музыкальный журналист и композитор.
Внучатый племянник Жана Батиста Камиля Коро, нарисовавшего его портрет в четырёхлетнем возрасте. Унаследовал ряд работ художника, которые после смерти Фернана Коро перешли по большей части в Музей Лувра.

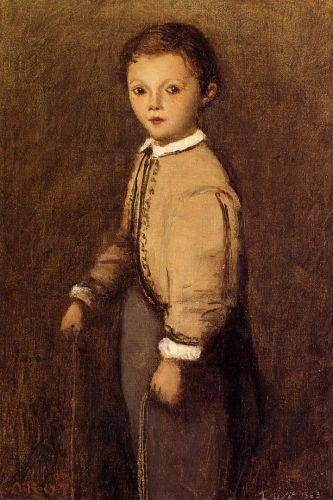
Жан Батист Камиль Коро. Портрет Фернана Коро в возрасте четырёх с половиной лет (1863)

Выступал как музыкальный обозреватель в различных парижских изданиях. Написал ряд фортепианных сочинений и романсов (в том числе на стихи Поля Верлена), музыку к комедии Анри Бернара «Три времени года» (1895, театр «Одеон») и др.